# Yamada-kun to 7-nin no Majo
Yamada-kun to 7-nin no Majo (山田くんと７人の魔女 Yamada-kun to nana-nin no Majo?, lit. Yamada y las siete brujas), también conocida como Yamada-kun and the Seven Witches en inglés y abreviado como Yamajo, es un manga escrito e ilustrado por Miki Yoshikawa. La serie se publicó semanalmente desde el 22 de febrero de 2012 hasta el 22 de febrero de 2017 por la editorial Kōdansha en la revista Shūkan Shōnen Magazine, la serie fue licenciada en China y Taiwán por la empresa Tong Li.
En agosto de 2013 se emitió una serie de drama japonés en el canal japonés FujiTV. El 26 de octubre del mismo año, Crunchyroll anunció un convenio con el cual distribuiría en formato digital el manga a 170 países.
En 2015 se emitió en Japón un anime de 12 episodios producido por el estudio Liden Films. Crunchyroll adquirió los derechos para transmitirlo vía streaming en Latinoamérica en 2017.

## Sinopsis
Ryū Yamada es un estudiante de segundo año en la preparatoria Suzaku. Ryū es un estudiante problemático con una personalidad algo apática, él siempre llega tarde a la escuela, toma varias siestas en clases y generalmente obtiene las peores calificaciones, su vida es lo que considerarían los demás como un agujero sin salida. Mientras que por otro lado, la hermosa Shiraishi Urara, es todo lo contrario, ella es la más brillante alumna de la preparatoria Suzaku, seria, amable e inteligente. Un día, después de un incidente sin precedentes, sus cuerpos son cambiados, Ryū termina en el cuerpo de Urara, y viceversa. A partir de ese incidente, tanto ambos comenzaran una nueva vida en la preparatoria llena de aventuras y de acontecimientos milagrosos. Durante el tiempo que dura el incidente de cambio de cuerpos, ellos conocerán nuevos amigos, enemigos y espectadores entrometidos que harán de su entorno un lugar divertido, mientras buscan enterarse de cuál es el misterio tras su "intercambio de cuerpos", Yamada, Shiraishi y los miembros del Club de Estudios Sobrenatural deciden descubrir el misterio de las siete brujas de la preparatoria Suzaku, quienes tienen cada una diferentes poderes.

## Personajes

### Principales
Ryū Yamada (山田 竜  Yamada Ryū?)
Seiyū: Ryōta Ōsaka (anime), Yusuke Yamamoto (Drama CD)
Yamada es el protagonista masculino principal de la historia. Él tiene una apariencia tipo Yankee, con el cabello erizado color negro azulado y pendientes en las orejas. Su personalidad es tosca y rebelde lo que lo hace un estudiante problemático con un carácter algo apático a quien no le interesa demasiado su vida escolar. Más tarde en la historia se descubre que Yamada tiene una habilidad llamada "Duplicación", la cual le permite que cuando el besa a una de las 7 brujas de la preparatoria pueda replicar su poder y utilizarlo luego al besar a una persona normal. Sin embargo Si besa a otra bruja las habilidades que tenía no les afectará. Al principio tiene un sentimiento de antipatía por Urara dada su actitud estudiosa, pero poco después se enamora de ella.
Urara Shiraishi (白石 うらら Shiraishi Urara?)
Seiyū: Saori Hayami (anime), Mariya Nishiuchi (Drama CD)
Shiraishi es la protagonista femenina principal de la historia. Ella es una chica muy bonita de cabello rubio y un cuerpo esbelto perfecto, a la cual todos los chicos adoran. Reconocida en la escuela como una de las mejores estudiantes. Urara en realidad es una de las 7 brujas de la preparatoria con la habilidad especial de Intercambio de cuerpos, provocando que cuando ella bese a alguien en la boca inmediatamente intercambien sus cuerpos. Sin embargo, existe una limitación en su habilidad, si la persona que ella besó ya está bajo los efectos del poder otra bruja, el canje cuerpo no va a suceder. Según el manga ella se vuelve novia de Yamada. Más tarde se la conoce como la "Bruja Original" ya que ella pidió un deseó a la presidenta del consejo estudiantil cuando ella estaba en 1.º de preparatoria y era ser la novia de Yamada , se interesa por el ya que él fue la única persona que le hablo y la primera en decirle en que era aburrida, diez años después Urara y Yamada se casan y viven felices con sus dos hijos.

### Club de investigación sobrenatural
El club de investigación sobrenatural originalmente se encontraba cerrado por no cumplir con el requisito mínimo de miembros, siendo Miyamura el único interesado en reabrirlo, luego de que este descubre el incidente de cambio de cuerpos que sufren Yamada y Shiraishi ve una oportunidad para abrirlo nuevamente reclutándolos para investigar el misterio mágico que les acongoja y que está relacionado con las siete brujas de la preparatoria, dándole a Shiraishi el puesto de presidenta del club, junto con Miyamura como vicepresidente y el don nadie de Yamada, los demás miembros del club que se unieron posteriormente son:
Toranosuke Miyamura (宮村 虎之介 Miyamura Toranosuke?)
Seiyū: Toshiki Masuda (anime), Ide Takuya (Drama CD)
Miyamura es el vicepresidente del consejo estudiantil y del Club de investigación paranormal. Él tiene una personalidad un tanto pervertida, obstinada y despreocupada. Su introducción en la historia fue poco después de que Ryu y Urara descubrieran la causa de su incidente de cambio de cuerpos, siendo él la única persona que sospechó cual era la situación. Miyamura propone a Ryu y Urara que se unan al club de investigación paranormal con la intención de que tengan un lugar donde poder seguir intercambiando cuerpos, aunque se descubre que su intención es simplemente evitar que el club desaparezca del todo.
Miyabi Itō (伊藤 雅 Itō Miyabi?)
Seiyū: Maaya Uchida (anime), Reina Triendl (Drama CD)
Itō es la primera miembro real del club de investigación paranormal. Ella es una completa fanática de todo lo relacionado con lo sobrenatural. Debido principalmente a esto, Itō no tenía amigos y solía ser rechazada por todos al tomarla por loca, extraña y mentirosa. Luego de un pequeño enfrentamiento entre ella y los demás integrantes del club de investigación paranormal entra a integrar el club al saber el secreto de Ryu y Urara. A pesar de haberse mostrado muy obstinada, Miyabi es una chica fácil de llevar.
Kentarō Tsubaki (椿 健太郎 Tsubaki Kentarō?)
Seiyū: Toshiharu Sasaki (anime)
Tsubaki es un estudiante de transferencia de aspecto despreocupado y alegre que inicialmente se enamora de Shiraishi, siendo esta la razón por la cual decide unirse al club de estudios sobrenaturales, más tarde en la historia Yamada descubre que Tsubaki será la causa de un incendio en el antiguo edificio de la preparatoria Suzaku, gracias a su inusual manía de freír tempura cuando se encuentra muy triste o muy feliz.

### Brujas de la preparatoria Suzaku
Las brujas son las 7 estudiantes femeninas de la preparatoria Suzaku que han adquirido poderes especiales como reflejo de alguno de los más fervientes deseos que nacen de la desesperación de sus almas, usualmente dichos poderes son aplicados mediante un beso a los estudiantes normales, exceptuando a las restantes brujas y los casos extraordinarios como Yamada ( Quien puede copiar el poder de una bruja) y Tamaki ( Quien puede robar el poder de una bruja), o las personas que ya se encuentran bajo la influencia de otra bruja.
Según la leyenda de las 7 brujas de la preparatoria Suzaku quien descubre y logra reunir las siete brujas, puede cumplir su más grande deseo. [Ch. 75], además de Shiraishi las brujas son:
Nene Odagiri (小田切 寧々 Odagiri Nene?)
Seiyū: Eri Kitamura (anime), Itō Ono (Drama CD)
Odagiri Es la segunda bruja en ser encontrada por el club de investigación paranormal, su poder es el Encanto, que nace de su incapacidad para llevarse bien con los demás, este se basa en enamorar a todo aquel a quién bese. Inicialmente es la vicepresidenta y compite por el puesto de presidenta del consejo estudiantil con Miyamura, gracias a su poder, intentaba apoderarse del puesto creando un ejército de seguidores para apoyarla. Siempre va con Ushio, el antiguo compañero de Yamada, Nene es una chica bonita y muy inteligente con demasiado orgullo, durante el trascurso de la historia se revela que ella está enamorada de Yamada.
Meiko Ōtsuka (大塚 芽子 Ōtsuka Meiko?)
Seiyū: Yui Makino (anime), Karen Miyama (Drama CD)
Meiko es la tercera bruja en ser encontrada por el club de investigación paranormal, su poder es la telepatía, que nace de su timidez, poder que usa para comunicarse con quien besa con total libertad. Shiraishi en el cuerpo de Yamada se encuentra con ella en una clase de refuerzo donde logra hacerse su amigo. Meiko es una chica en extremo tímida, quien no tiene amigos porque le cuesta superar su timidez, ella usaba su poder para hacer trampa en los exámenes junto con tres compañeros más en la escuela vacacional.
Maria Sarushima (猿島 マリア Sarushima Maria?)
Seiyū: Yuki Takao (anime)
Maria es la cuarta bruja en ser encontrada por el club de investigación paranormal, su poder es la clarividencia, que nace de siempre desear saber que le deparara el futuro, suele usar su poder constantemente pues le encanta besar a todo el mundo, ella es una estudiante de recién transferencia, aunque su poder le permite ver el futuro desde la perspectiva de la persona que ella besa, solo funciona si ella está relacionada de alguna manera a la predicción, luego de que mediante su poder descubre que ella sería responsable de un incendio en el antiguo edificio de la preparatoria deja de asistir a la escuela, pero Yamada y sus amigos le ayudan para que esto no suceda, por lo que regresa a clases. Luego ella le pide ayuda a Yamada para eliminar su poder. Yamada trata de ayudarla utilizando el poder de Shinichi Tamaki quien tiene el poder de robar los poderes de las demás brujas, Pero este se niega ya que el poseía el poder de la invisibilidad que le robo a Asuka Mikoto. María es una chica voluptuosa y extrovertida, quien ha vivido en diversos países entre ellos los Estados Unidos, siendo esta la razón por la cual es menos convencional en su trato con las personas a diferencia de las japonesas típicas.
Noa Takigawa (滝川 ノア Takigawa Noa?)
Seiyū: Aoi Yūki (anime)
Noa es la quinta bruja en ser encontrada por el club de investigación paranormal, su poder es Lazos, que nace de su necesidad de hacer amigos, este poder le permite ver el recuerdo más traumático de la persona que ella besa y viceversa, generando entre ambos comprensión, empatía, unión y amistad. Noa es una estudiante de primer año de la preparatoria Suzaku, quien constantemente causa problemas a sus demás compañeros de clase junto a sus otros tres amigos debido principalmente a que los cuatro fueron maltratados de la misma manera. luego de que lograra superar su traumática experiencia con la ayuda de Yamada se enamora de él profundamente. Noa es de estatura baja poco desarrollada y siempre lleva dos coletas enormes, también es muy inteligente.
Mikoto Asuka (飛鳥 美琴 Asuka Mikoto?)
Seiyū: Kana Hanazawa (anime)
Asuka es la sexta bruja en ser descubierta por el club de investigación paranormal, su poder originalmente es la invisibilidad, poder que nace de no querer sobresalir, luego de no soportarlo más busca la ayuda del presidente del consejo estudiantil Haruma y de Tamaki, accediendo voluntariamente a que este le robara su habilidad, convirtiéndose así en la secretaria del consejo estudiantil de la preparatoria Suzaku y guardia personal de Haruma. A pesar de que Mikoto goza de una apariencia amable y serena, su verdadera personalidad es completamente diferente, siendo en realidad una chica sádica, fuerte e intransigente. A pesar de que es una de las brujas no posee su propia habilidad ya que a diferencia de las demás ella no disfruta de su don.
Rika Saionji (西園寺 リカ Saionji Rika?)
Seiyū: Masumi Tazawa (anime)
Rika es la séptima y última bruja en ser descubierta por el club de investigación paranormal, su habilidad es el olvido, a diferencia de las demás brujas su poder no nace de un deseo suyo, ella es simplemente la bruja que cumple la función de proteger la identidad de las brujas y la verdad tras ellas, razón por la cual nadie en la preparatoria la recuerda, revelándose además que su poder no está ligado a los besos, por lo que es capaz de usar sus poderes sin tener que besar a alguien directamente. En su primera aparición, ella lleva una sombrilla y guantes, por lo que se presume que su poder es usado por medio del contacto de sus manos. Cuando Yamada la descubre ella le advierte de no seguir con lo que hace o le borrara la memoria como ha hecho con todos a su alrededor, no obstante, sus poderes como el de todas las demás brujas no afectan a Yamada, por lo que en lugar de borrarle sus recuerdos, borra los recuerdos de sus compañeros de club con respecto a todo lo relacionado con las brujas, sustituyéndolo a él por otras personas en sus recuerdos. Más tarde, Yamada descubre que Rika no puede borrar la memoria de alguien más de una vez y su poder también borra su existencia en la memoria de los demás, haciendo que solo unos pocos individuos sepan quien es ella. Cuando las siete brujas se reúnen y la ceremonia empieza, Rika revela que el deseo se activa con un beso suyo.

### Nuevas brujas de la preparatoria Suzaku
Luego de haber realizado la ceremonia de las brujas y de haber pedido el deseo, Yamada descubre que los poderes de las brujas han sido otorgados a un nuevo grupo de chicas, revelándose además que estos poderes son ligeramente diferentes a los poderes anteriores, surgiendo una nueva incógnita, pues el ciclo de poderes de grupo a grupo siempre había sido igual desde las generaciones anteriores, todo esto da lugar a una nueva cacería de brujas, pero esta vez ya no como miembros del club de investigación paranormal sino como miembros del consejo estudiantil, en donde Miyamura es Presidente y Yamada el secretario, dejando a Shiraishi, Itou y Tsubaki al frente del club, para de esta manera frenar la nueva ola de caos que crean las nuevas brujas. Más tarde Miyamura descubre que esta nueva generación de brujas son un resultado colateral del deseo de Yamada. El nuevo grupo de brujas son:
Konno Tsubasa (紺野 つばさ Tsubasa Konno?)
Konno es la primera bruja de la nueva generación, ella heredo el poder de nene el encanto, pero a diferencia de Nené, las personas a las que besa obedecerán sus órdenes en lugar de tratar de complacerla por amor. Konno es una atleta habilidosa y una excelente jugadora de basquetbol, es descubierta por Yamada y Noa gracias a un rumor que hace alusión al drástico cambio del equipo de basquetbol, pasando de pésimo a unido, luego de su descubrimiento se revela además que los nuevos poderes de las brujas causan daño a su usuario consumiéndolo y gastándolo.
Nancy (ナンシー Nancy?)
Nancy es la segunda bruja de la nueva generación, ella heredo el poder de Rika «el olvido», lo que la convierte en la nueva guardián de las brujas, a diferencia de Rika, ella solo borra los recuerdos de quienes sepan de la identidad de las brujas o de los brujos, su principal premisa es el de salvar a las nuevas brujas de ser consumidas por su habilidad, creyendo que puede salvarlas adopta una apariencia Punk para asustar a los interesados. Más tarde se revela que Nancy forma parte del pasado de Yamada de alguna manera, aunque ni el mismo lo recuerde. Nancy siempre está acompañada de su compañero y mejor amigo Sid, quien es otro Yankee. Ambos (según palabras de Miki, el autor) son una referencia a Sid Vicious y Nancy Spungen.
Moegi Kotori (萌黄 ことり Kotori Moegi?)
Kotori es la tercera bruja de la nueva generación, ella heredo el poder de Meiko «la telepatía», pero a diferencia de Meiko, Kotori no trasmite sus pensamientos, solo lee los de los otros, ella es una chica algo infantil que aún le gusta jugar con muñecas, la cual es el medio para lograr usar su poder. Es descubierta por Yamada quien determina que ella puede leer los pensamientos de los demás, usándolo para que de alguna manera todo su salón sea unido.
Chikushi Aiko (筑紫 愛子 Aiko Chikushi?)
Aiko es la cuarta bruja de la nueva generación, ella heredo el poder de María «La clarividencia», a diferencia de María, ella ve el futuro de otros así no estén relacionado con ella, pese a esto cuando alguien tiene una tragedia en su futuro trata de cambiarlo interviniendo, como si fuese una heroína con un traje demasiado desvergonzado, tiene el cabello largo negro y suele aprovechar para hacer dinero mediante su poder.
 Himekawa Sora (姫川 そら Sora Himekawa?)
Sora es la quinta bruja de la nueva generación, ella heredo el poder de Noa «ver el pasado», y a diferencia de Noa, Sora solo puede ver un recuerdo con un ser amado. Sora es la única miembro del club de artesanías pero no es muy buena cosiendo por lo que es propensa a cortarse y tener múltiples hemorragias, es por eso que Yamada se interesa en ayudarla a terminar sus proyectos aunque sus diseños sean algo feos. Más tarde se revela que ella y Yamada comparten un pasado en común, dado que Yamada copia su poder y mira en su recuerdo una figura misteriosa la cual él está seguro que es el mismo pero ninguno de los dos recuerda haberse relacionado con el otro antes, después de unos días Sora recupera sus memorias y está dispuesta a contarle todo a Yamada pero al final solo se tropieza como siempre y huye de la escena.
 Seishuin Momoko (清集院 桃子 Momoko Seishuin?)
Momoko la sexta bruja de la nueva generación, Ella heredo el poder de Shiraishi «intercambio de cuerpos», pero a diferencia de Shiraishi parece necesitar abrazar fuertemente mientras besa para que funcione. Ella es una chica corpulenta miembro del club de judo perteneciente a la clase 2-1. Su primera aparición se da cuando Yamada le pide a Nancy que se la presente para copiar su habilidad con el fin de que Shiraishi pueda cambiar cuerpos con el y lo ayude en los exámenes complementarios. En la historia de fondo se revela que cuando era una estudiante de primer año y era esbelta, también era una bruja y además poseía el mismo poder, siendo ella además quien fue la primera bruja que beso Yamada con el fin de ayudar a Nancy a comprobarle la existencia de las brujas.
 Kikuchi Akane (菊池 アカネ Akane Kikuchi?)
Akane es la séptima y última bruja de la nueva generación, quien heredo el poder de Asuka, la invisibilidad, a diferencia de la nueva generación de brujas su poder no parece presentar ninguna clase de variación por el momento, por lo que funciona igual que con Atsuka, su primera aparición se da cuando Nancy la convoca al club de estudios paranormales para que mediante su habilidad ponga a salvo a los miembros del club de las manos de Ushio y sus brujas, quienes habían robado el poder de Kotori, Akane es una chica de estatura media y constitución delgada cuyo cabello cubre uno de sus ojos, quien por alguna razón parece siempre estar muy ocupada y llevar prisa.

### Secundarios
Ushio Igarashi (五十嵐 潮 Igarashi Ushio?)
Seiyū: Daisuke Ono (anime)
Ushio era el mejor amigo de la escuela media de Yamada y compañero de clase. Después de que él y Yamada entrasen en la preparatoria Suzaku decidieron tomar caminos separados, mientras que Yamada siguió como Yankee, Ushio se volvió más aplicado y centrado, tiempo después y luego de que Yamada se uniera al Club de Estudios Paranormales se enteró de que Ushio estaba bajo la influencia del poder «encanto» de Nene Odagiri. Durante el tiempo que Ushio estuvo bajo el efecto de encanto permanece fiel a Odagiri, incluso después de que el poder fuese anulado él le pidió que volviera a someterlo, revelándose que sus sentimientos por Nene eran verdaderos, razón por la que hace hasta lo imposible por lograr que se cumpla el sueño de ella, el cual es la presidencia del consejo estudiantil. Más tarde en la historia, se descubre que él, junto a Asuka Mikoto está involucrado en un club de ajedrez japonés, el cual es sospechoso de manipular al estudiantado para derrocar el consejo mediante el uso del poder de una bruja, descubriéndose que el poder robado fue el de Kotori Moegi, el cual es leer la mente, así revelándose que el poder que posee Ushio es el mismo que el de Yamada y Tamaki «robo de habilidad».
 Yamazaki Haruma  (山崎 春馬 Haruma Yamazaki?)
Seiyū: Jun Fukuyama (anime)
Haruma es el presidente del consejo estudiantil en el tiempo en el que Miyamura reabre el club de estudios paranormales y posteriormente quien le otorga la presidencia a Miyamura. En contraste con su aspecto frágil, distante y lujurioso él es realmente muy astuto y manipulador, haciendo que se haga lo que quiera mediante el miedo y el chantaje, además del club de estudios paranormales, el y el consejo estudiantil son conscientes de la existencia de las brujas. Yamazaki manipula constantemente a Yamada para que este descubra la identidad de las siete brujas por él, razón por la cual le otorga constantemente información relativa a las brujas. Él utiliza la búsqueda de las brujas como una prueba final para determinar quién será su sucesor, siendo el mismo quien más tarde tratara de evitar que las brujas sean reunidas, pero finalmente cede a fin de determinar por qué él fue nombrado presidente y así poder traer de vuelta los recuerdos que fueron borrados.
 Shinichi Tamaki  (玉木真一  Tamaki Shinichi?)
Seiyū: Shinnosuke Tachibana (anime)
Tamaki al igual que Yamada es un caso raro, él tiene el poder de robar los poderes de las demás brujas, inicialmente se presentó como el brujo que poseía la «invisibilidad», pero luego se descubrió que su poder verdadero era el de robar los poderes de las brujas, lo que dio con el paradero de la verdadera bruja Asuka. Por lo general Tamaki suele ser bastante sarcástico y burlón, inicialmente el también competía para ser el presidente del consejo estudiantil junto a Miyamura y Odagiri, pero luego de conocer a Yamada decidió ayudarle, revelándose además que pese a decir que le gustaba el poder de la invisibilidad, él en realidad se sentía solo, encontrando en Yamada un igual, por lo que le ayuda constantemente.
 Miyamura Leona  (宮村 レオナ  Leona Miyamura?)
Seiyū: Miyuki Sawashiro (anime)
Leona es la hermana mayor de Toranosuke Miyamura, ella es un exmiembro del Club de Estudios Sobrenaturales. Después de conocer el nombre de la séptima bruja, Leona deja de asistir a la escuela por miedo a que esta le borre la memoria, convirtiéndose así en una Hikikomori. Pese a ser muy hermosa, ella es poco pudorosa y un tanto sádica, Leona es la razón de que Miyamura decidiera reabrir el club de investigación paranormal y de que querer ser el presidente del consejo. Más tarde se revela que Haruma y ella eran los antiguos miembros fundadores del club de investigación paranormal, además de que se descubre que a raíz de ella fue que Haruma perdió sus recuerdos.
 Masamune Ichijo  (一条 政宗  Ichijo Masamune?)
Masamune es un miembro del club de Shōgi y principal opositor al consejo estudiantil, quien aspira a derrocarlo y a su absurda tradición de sucesión obligatoria por nombramiento del presidente, él tiene la habilidad de «Provocación», la cual despierta en la persona afectada fuertes resentimientos, celos e infelicidad, siendo además incapaces de mantener sus emociones bajo control. El poder parece no ser instantáneo, pero crece exponencialmente hasta que el afectado explota, lo que les permite ser fácilmente manipulados. La efectividad de su poder varía de persona a persona, su poder a diferencia de los regulares no se trasmite mediante un beso sino mediante un simple apretón de manos.
Miura Yuri (三浦 悠理 Yuri Miura?)
Miura es un miembro del club de Shōgi, aunque inicialmente se mostraba como un peón más para derrocar al consejo estudiantil, se revela que es en realidad el instigador principal siendo su motivación que odia a Yamada, al punto de querer vengarse de él. La habilidad de Yuri es el «Control mental», la cual le permite manipular los pensamientos de una persona haciéndola creer que son suyos. Al igual que Masamune, su habilidad no se trasmite habitualmente mediante besos sino que se trasmite mediante un cabezazo, teniendo como límtante que solo puede utilizarla en una persona a la vez, posteriormente se revela que su odio hacia Yamada es porque está enamorado de su vecina Sora Himekawa, quien fue herida por Yamada.
 Kurosaki Jin  (黒崎 仁  Jin Kurosaki?)
Kurosaki es un estudiante de primer año que comparte el título de vicepresidente junto a Arisugawa. Él suele llevar un hoodie y tiene un look de rebelde, suele demostrar una insana rivalidad con Yamada, principalmente por el afecto y la aprobación de Miyamura, luego de tratar de robar el cuerpo de Yamada y al no lograrlo llega a la conclusión de que puede que él sea una bruja, tras intentar averiguarlo al besar a Arisugawa, él descubre que tiene una nueva habilidad de bruja como la de Yamada y Tamaki que le permite viajar al pasado de alguien.
 Takuma Rui  (ルイ琢磨  Rui Takuma?)
Takuma es un chico anímico de último año, extremadamente listo que dice tener el poder de borrar la memoria de las personas al igual que la anterior séptima bruja, pero tiempo después se revela que en realidad su poder consta de tres habilidades diferentes: Amnesia, que le permite borrar la memoria de las personas con lo relacionado con las brujas; Detección, que le permite saber quien está bajo efecto de una bruja y Visualizar, la cual le permite leer con facilidad los corazones de las personas y las relaciones que los atan. Aún se desconoce como es el medio de uso de las dos primeras, actualmente se desconoce cuales son sus verdaderas intenciones puesto que no elige bando.
 Arisugawa Midori  (有栖川 翠   Midori Arisugawa?)
Arisugawa es un estudiante de primer año que se convierte en uno de los vicepresidentes luego de que Miyamura se convirtiera en presidente del consejo estudiantil. Ella aparenta ser una chica tonta y despistada de enormes atributos y coqueta, pero ella en realidad es lo contrario, calculadora, insegura y solitaria.

## Media

### Manga
El manga, escrito e ilustrado por Miki Yoshikawa, fue publicado en la revista Shūkan Shōnen Magazine de Kōdansha. El primer capítulo fue publicado el 22 de febrero de 2012. La serie ha sido compilada en 25 volúmenes tankōbon, el primero siendo publicado el 15 de junio de 2012.

#### Lista de volúmenes
| Volúmenes de manga publicados | Volúmenes de manga publicados | Volúmenes de manga publicados |
| Número                        | Fecha de publicación          | ISBN                          |
| ----------------------------- | ----------------------------- | ----------------------------- |
| 1                             | 15 de junio de 2012           | ISBN 978-4-06-384696-6        |
| 2                             | 17 de agosto de 2012          | ISBN 978-4-06-384727-7        |
| 3                             | 17 de octubre de 2012         | ISBN 978-4-06-384754-3        |
| 4                             | 17 de diciembre de 2012       | ISBN 978-4-06-384789-5        |
| 5                             | 15 de febrero de 2013         | ISBN 978-4-06-384819-9        |
| 6                             | 17 de abril de 2013           | ISBN 978-4-06-384857-1        |
| 7                             | 17 de junio de 2013           | ISBN 978-4-06-384882-3        |
| 8                             | 16 de agosto de 2013          | ISBN 978-4-06-394916-2        |
| 9                             | 17 de septiembre de 2013      | ISBN 978-4-06-394928-5        |
| 10                            | 17 de diciembre de 2013       | ISBN 978-4-06-394986-5        |
| 11                            | 17 de marzo de 2014           | ISBN 978-4-06-395011-3        |
| 12                            | 16 de mayo de 2014            | ISBN 978-4-06-395080-9        |
| 13                            | 17 de julio de 2014           | ISBN 978-4-06-395126-4        |
| 14                            | 17 de septiembre de 2014      | ISBN 978-4-06-395190-5        |
| 15                            | 17 de diciembre de 2014       | ISBN 978-4-06-395264-3        |
| 16                            | 17 de marzo de 2015           | ISBN 978-4-06395347-3         |
| 17                            | 15 de mayo de 2015            | ISBN 978-4-06395396-1         |
| 18                            | 17 de julio de 2015           | ISBN 978-4-06-395438-8        |
| 19                            | 17 de septiembre de 2015      | ISBN 978-4-06-395495-1        |
| 20                            | 17 de noviembre de 2015       | ISBN 978-4-06-395545-3        |
| 21                            | 15 de enero de 2016           | ISBN 978-4-06-395581-1        |
| 22                            | 17 de marzo de 2016           | ISBN 978-4-06-395622-1        |
| 23                            | 17 de mayo de 2016            | ISBN 978-4-06-395674-0        |
| 24                            | 15 de julio de 2016           | ISBN 978-4-06-395714-3        |
| 25                            | 17 de octubre de 2016         | ISBN 978-4-06-395769-3        |
| 26                            | 16 de diciembre de 2016       | ISBN 978-4-06-395830-0        |
| 27                            | 17 de febrero de 2017         | ISBN 978-4-06-395873-7        |
| 28                            | 17 de abril de 2017           | ISBN 978-4-06-395920-8        |

### Dorama
Un dorama comenzó a emitirse el 10 de agosto de 2013 los sábados en Fuji TV a las 11:10 PM. Es protagonizado por Yusuke Yamamoto como Ryū Yamada, y Mariya Nishiuchi como Urara Shiraishi. El opening es "Time Machine Nante Iranai" interpretado por AKB48 y estelarizado por Atsuko Maeda.

#### Lista de episodios deldorama
El índice de audiencia promedio de la serie fue de 6.3%
| # | Título                                                   | Director          | Rating | Estreno                  |
| - | -------------------------------------------------------- | ----------------- | ------ | ------------------------ |
| 1 | «El intercambio» «Irekawari» (イレカワリ)                | Mamoru Hoshi      | 6,9%   | 10 de agosto de 2013     |
| 2 | «Toriko» «Toriko» (トリコ)                               | Mamoru Hoshi      | 7,3%   | 17 de agosto de 2013     |
| 3 | «Telepatía» «Terepashī» (テレパシー)                     | Masataka Takamaru | 5,2%   | 24 de agosto de 2013     |
| 4 | «Trauma» «Torauma» (トラウマ)                            | Mamoru Hoshi      | 5,7%   | 31 de agosto de 2013     |
| 5 | «Clarividencia» «Miraitoushi» (ミライトウシ)             | Masataka Takamaru | 6,9%   | 7 de septiembre de 2013  |
| 6 | «Hombres invisibles» «Toumei ningen» (トウメイ人間)      | Mamoru Hoshi      | 6,3%   | 14 de septiembre de 2013 |
| 7 | «Manipulación de la memoria» «Kiokusousa» (キオクソウサ) | Masataka Takamaru | 6,6%   | 21 de septiembre de 2013 |
| 8 | «Sellar el embrujo» «Majo fūin» (魔女封印)               | Mamoru Hoshi      | 5,5%   | 28 de septiembre de 2013 |

### Anime
Un video promocional animado (PV) fue estrenado por Liden Films el 26 de agosto de 2013. El video fue dirigido por Seiki Takuno. La voz de Ryu Yamada fue hecha por Ryōta Ōsaka, y la voz de Urara Shiraishi fue hecha por Saori Hayami. En junio de 2014 Liden Films lanzó un sitio web con noticias que estarían produciendo DVD de anime original (OAD). Las OAD tienen dos entregas: la primera fue publicada el 17 de diciembre de 2014 incluido con el volumen 15 del manga, y el segundo el 15 de mayo de 2015 incluido con el vomuen 17 del manga. Fueron anunciadas con mostrar a todas las siete brujas así como escenas en las aguas termales.
En noviembre de 2014, Liden Films anuncio planes de producir una serie de TV con las voces de los respectivos personajes del proyecto OAD. El director es Tomoki Takuno, y el asistente del director es Fumiaki Usui. El escritor de la serie es Michiko Yokote, y el director de animación en jefe y diseñador de los personajes es Eriko Lida. El sonido es dirigido por Yota Tsuruoka y la música compuesta por Masaru Yokoyama.
Una adaptaciona anime de 12 episodios producida por Liden Films y dirigida por Tomoki Takuno estrenada entre el 12 de abril al 28 de junio de 2015. El opening es "Kuchizuke Diamond" (くちづけDiamond) interpretado por WEAVER y el ending es "CANDY MAGIC" interpretado por みみめめMIMI.

#### OVA
| Núm.  | Título | Fecha de estreno        |
| ----- | --- | ----------------------- |
| OVA 1 | "¿¡Otro campamento de entrenamiento de aguas termales del Festival Suzaku!? ¡Todos se reúnen!" "Mō hitotsu no Suzaku-sai onsen gasshukuda yo! ? Zen´in Shūgō!" (もうひとつの朱雀祭 温泉合宿だよ!? 全員集合ッ!) | 17 de diciembre de 2014 |
| OVA 2 | "¡Otro festival de Suzaku canta! ¡Baile! Departamento de Investigación Paranormal!" "Mō hitotsu no Suzaku-sai utae! Odore! Chōjō genshō kenkyū-bu" (もうひとつの朱雀祭 歌え！踊れ！超常現象研究部)             | 15 de mayo de 2015      |

#### Lista de episodios del anime
| Núm. | Título | Fecha de estreno    |
| ---- | --- | ------------------- |
| 1    | "¡Me convertí en ella!" "Aitsu ni nattenja nee ka!" (アイツになってんじゃねーかぁぁッ!)                       | 12 de abril de 2015 |
| 2    | "¿Me besarías?" "Ore to kisu-shina" (俺とキスしな)                                                            | 19 de abril de 2015 |
| 3    | "¿Aceptarás o no?" "Ukeru? Soretomo Ukenai?" (受ける？それとも受けない？)                                     | 26 de abril de 2015 |
| 4    | "¡Creo que me enamoré de Yamada!" "Yamada no koto ga suki ni natta mitai!" (山田のことが好きになったみたい！) | 3 de mayo de 2015   |
| 5    | "No debes besarla, ¿Bien?" "Kisu Shicha Dame yo?" (キスしちゃダメよ？)                                        | 10 de mayo de 2015  |
| 6    | "¡Contesta!" "Ōtō seyo!" (応答せよっ！)                                                                       | 17 de mayo de 2015  |
| 7    | "¡Todo menos el tempura!" "Tenpura dake wa yamete kure!" (天ぷらだけはやめてくれぇ！)                         | 24 de mayo de 2015  |
| 8    | "Que molesto eres" "Chō Uzain'dakedo" (超ウザイんだけど)                                                      | 31 de mayo de 2015  |
| 9    | "Procura cambiar el futuro" "Kanarazu Mirai wo Kaete" (必ず未来を変えて)                                      | 7 de junio de 2015  |
| 10   | "Sal conmigo, por favor" "Ore to tsukiatte kudasai" (俺と付き合ってください)                                  | 14 de junio de 2015 |
| 11   | "¿Qué pasó con Shiraishi?" "Anata wa Shiroishi de nani o shimashita" (あなたは白石で何をしました)             | 21 de junio de 2015 |
| 12   | "¡Me gusta Shiraishi!" "Ore wa Shiraishi ga sukida!" (俺は白石が好きだ！)                                     | 28 de junio de 2015 |